# گراهام فارخار
گراهام فارخار (انگلیسی: Graham Farquhar؛ زادهٔ ۸ دسامبر ۱۹۴۷) فیزیک‌دان اهل استرالیا است.
وی همچنین برندهٔ جوایزی همچون همکار انجمن سلطنتی شده‌است.